# Irrintzi
Irrintzi (Grito en euskera) es una organización de ideología nacionalista vasca de izquierda abertzale que actúa en el llamado País Vasco francés (departamento de los Pirineos Atlánticos). Sus acciones se han limitado hasta el momento a pequeños atentados y acciones de violencia callejera. 
Las primeras acciones conocidas de Irrintzi fueron algunos sabotajes en 2006 en las cercanías de Bayona. Desde entonces, la organización ha atacado ferrocarriles, lugares turísticos, sedes de partidos políticos, segundas residencias, agencias inmobiliarias, campos de golf... principalmente con bombas, hasta un total de 28 acciones. La lucha antiterrorista francesa la ha relacionado con las otras bandas terroristas ETA e Iparretarrak.
El célebre chef Alain Ducasse, acusado por Irrintzi de ser un especulador y "folklorizador" de Euskal Herria, se ha visto obligado a abandonar el País Vasco francés, debido a los constantes ataques sufridos por su restaurante.
En abril de 2008, a través de un comunicado de prensa, la organización anunció un endurecimiento de sus acciones para hacer frente no sólo al Estado francés, sino también a las Naciones Unidas y afirmó que ante "la falta de poder negociar una o varias soluciones al conflicto vasco a los dos lados de la frontera amenazamos la totalidad del territorio francés y español con acciones armadas". Irrintzi reclamó al mismo tiempo 30 ataques desde 2006.
Sus declaraciones habitualmente se anuncian con el lema "Euskal Herria ez da salgai" (El Pueblo Vasco no está en venta).
El 17 de diciembre de 2009 la Policía francesa anunció la detención de 3 miembros de la banda, tras lo cual ésta la dio por desarticulada. El 31 de marzo de 2010 se anunció la detención de otros 8 miembros de la banda acusados de terrorismo callejero.

## Lista de atentados
- 4 de septiembre de 2009: Disparos contra un sitio de construcción en Angresse.[7]
- 1 de septiembre de 2009: Disparos contra dos agencias inmobiliarias en Seignosse.[8]
- 19 de agosto de 2009: Intento de atentado contra una agencia inmobiliaria en Bassussarry, atribuido a Irrintzi.[9]
- 29 de julio de 2009: Saqueo en dos campos de golf en San Juan de Luz.[10]
- 23 de julio de 2009: Intento de atentado contra el restaurante de un campo de golf en San Juan de Luz, atribuido a Irrintzi.[11]
- 10 de mayo de 2009: Sabotaje de once greens del campo de golf de Chiberta en Anglet.[12]
- 25 de febrero de 2009: Doble atentado exitoso contra una segunda residencia y en tentativa contra la Oficina de Turismo de Chiberta en Anglet.[13]
- 14 de enero de 2009: Colocación de losas de cemento en la vía del tren de París a Hendaya.[14]
- 25 de diciembre de 2008: Atentado con bomba contra una agencia inmobiliaria de Guy Hoquet en Anglet y contra de la del Centro Europeo de rehabilitación de deporte de Capbreton.[15]
- 28 de octubre de 2008: Falsa amenaza de bomba contra el Hotel du Palais de Biarritz, el VVF de Anglet, el albergue Ostape de Bidarray y el hogar Michèle Alliot-Marie en Ciboure. Disparos contra edificios en construcción en Boucau e intento de atentado contra la línea TGV entre Ondon y Boucau.[16]
- 8 de agosto de 2008: Tentativa de atentado contra una casa de Pierre et Vacances en Arcangues, contre un tramo del TGV entre Boucau y Ondres, así como contra la oficina de turismo de Arcangues.[17]
- 23 de abril de 2008: Atentado contra una oficina de turismo y de la agencia inmobiliaria Century 21.[18]
- 25 de febrero de 2008: Doble atentado contra una segunda vivienda en Anglet.[2]
- 14 de febrero de 2008: Colocación de una losa de hormigón en la vía del TGV en Ondres.[2]
- 26 de diciembre de 2007: Atentado contra el puesto de policía de Boucau e intento de atentado en Bidache.[18]
- 15 de agosto de 2007: Intento de atentado en el campo de golf de Chiberta em Anglet, cerca del Hotel Argia y de Villa Prinkipo en Anglet.[19]
- 8 de julio de 2007: Instalación de un artefacto explosivo a lo largo de una línea del TGV en Ondres y contra centro de Pierre et Vacances y la oficina de turismo Arcangues.
- 11 de abril de 2007: Intento de atentado contra la sede de la Partido Socialista en Bayona y disparos contra una estación de la SNCF en Boucau.[20]
- Agosto de 2006: Colocación de explosivos junto al domicilio de Michèle Alliot-Marie.[21]
- Abril de 2006: Intento de atentado contra la subprefectura y la Oficina de Turismo de Bayona y el aeropuerto de Biarritz.[22]